# Scania OmniLink
De Scania OmniLink is de standaard lagevloer-streekbus van het Zweedse bedrijf Scania. De bus is verkrijgbaar als 12-, 13- of 15 meter bus, of als 18 meter lange gelede bus. De OmniLink heeft als broertjes de OmniCity (stadsbus), de OmniLine (touringcar) en de OmniExpress (interstedelijk).

## Inzet in Nederland
Arriva had in Noord-Nederland twee Scania OmniLink gelede bussen in het wagenpark (nummers 7830 en 7831). De 7830 reed normaliter vanuit Meppel, de 7831 reed op de stadsdienst Groningen. Vanuit Meppel werd de gelede bus voornamelijk op lijn 20 Meppel-Assen v.v. ingezet. Dit is een vrij lange route, daarom werden beide bussen zo nu en dan omgewisseld om de kilometers wat te spreiden. De bussen werden na het verlies van deze concessie in december 2009 opgelegd. De 7831 is geëxporteerd.
Voor de concessie in Waterland werden 48 gelede exemplaren aangekocht, welke genummerd zijn van 7851 tot 7898. Verder zijn in het voorjaar van 2006 nog eens 10 standaard-bussen van 12 meter bij gekomen die genummerd zijn van 8081-8090. Eind 2006 is nog een serie 12 meterbussen (8071-8080) in Waterland ingestroomd. Deze bussen zijn per 11 december 2011 na het verlies van deze concessie tijdelijk opgelegd.
In 2011 had EBS in totaal 164 OmniLinks in verschillende uitvoeringen besteld voor de volgende concessie Waterland. Deze bleken in de loop der tijd niet allemaal nodig en zijn deels verkocht of verhuurd aan onder andere Arriva, GVB en TCR.
Het touringcarbedrijf Oostenrijk in Diemen had een aantal Scania OmniLinks van 12 meter in gebruik, die men onder meer gebruikte als versterkingsritten voor de reguliere lijndiensten van de hoofdvervoerder, en voor vervoer van en naar Luchthaven Schiphol.
Het touringcarbedrijf Thijssen Tours had tijdelijk een exemplaar gehuurd van Scania Benelux. De bus droeg een Duits kenteken en werd ingezet in opdracht van Hermes op lijn 61 in Zuid-Limburg.
| Bedrijf              | Uitvoering | Aantal | Status                  | Series    | Inzet                              | Opmerking | Afbeelding |
| -------------------- | ---------- | ------ | ----------------------- | --------- | ---------------------------------- | --- | ---------- |
| Arriva               | standaard  | 11     | Uit dienst              | 0031-0041 | Diverse concessies                 | - 0031 = ex EBS 5034 - 0032 = ex EBS 5019 - 0033 = ex EBS 5027 - 0034 = ex EBS 5026 - 0035 = ex EBS 5031, later ex EBS 5001 - 0036 = ex EBS 5030 - 0037 = ex EBS 5014 - 0038 = ex EBS 5032 - 0039 = ex EBS 5008 - 0040 = ex EBS 5013 - 0041 = ex EBS 5033 |            |
| Arriva               | standaard  | 1      | Uit dienst              | 0044      | Diverse concessies                 | ex EBS 5009 |            |
| Arriva               | verlengd   | 2      | Uit dienst              | 0042-0043 | Diverse concessies                 | - 0042 = ex EBS 4001 - 0043 = ex EBS 4002 |            |
| Arriva               | verlengd   | 1      | Uit dienst              | 0045      | Diverse concessies                 | ex EBS 4089 |            |
| Arriva               | geleed     | 50     | Uit dienst              | 7830-7831 |                                    | 7831 naar Les Autobus Blaise. |            |
| Arriva               | geleed     | 50     | Uit dienst              | 7850-7898 |                                    | 7857 is verkocht aan Höninger. De 7858-7898 zijn overgegaan naar Arriva Sverige als 7706-7746. |            |
| Arriva               | standaard  | 20     | Uit dienst              | 8071-8090 | Waterland, Achterhoek-Rivierenland | De 8071-8080 reden tot 2018 in de concessie Achterhoek-Rivierenland. De rest is in 2011 geëxporteerd. |            |
| Bak Reizen           | standaard  | 1      | In dienst               | 138       | Zomerbus Noord-Holland Noord       | Ex Arriva 0035, exex EBS 5031. |            |
| EBS                  | geleed     | 25     | Deels in dienst         | 1001-1025 | Waterland (R-net), IJssel-Vecht    | De 1010, 1013 en 1023 kregen begin 2025 de RRReis huisstijl. |            |
| EBS                  | verlengd   | 103    | Deels in dienst         | 4001-4103 | Waterland (R-net), IJssel-Vecht    | De 4001, 4002 en 4089 waren verhuurd aan Arriva. De 4004, 4005, 4017 en 4036 hebben tijdelijk voor GVB gereden. De 4012, 4014, 4025, 4044, 4048, 4072, 4080, 4093 en 4100 kregen begin 2025 de RRReis huisstijl.                                          |            |
| EBS                  | standaard  | 36     | Uit dienst              | 5001-5036 | Waterland                          | De 5035 en 5036 zijn naar rijscholen gegaan. Arriva heeft de 5001, 5008, 5009, 5013, 5014, 5019, 5026, 5027, 5030, 5032-5034 gehuurd. Enkele wagens reden enige tijd voor TCR.                                                                            |            |
| GVB                  | verlengd   | 2      | Terug naar EBS          | 4004-4005 | Amsterdam                          | Gehuurd van EBS |            |
| GVB                  | verlengd   | 1      | Terug naar EBS          | 4017      | Amsterdam                          | Gehuurd van EBS |            |
| GVB                  | verlengd   | 1      | Terug naar EBS          | 4036      | Amsterdam                          | Gehuurd van EBS |            |
| Oostenrijk           | standaard  | 2      | Geëxporteerd            | 216-217   |                                    | |            |
| Quick Parking        | standaard  | 1      | Uit dienst              | BZ-NX-94  |                                    | |            |
| Rijschool Dekker     | standaard  | 1      | In dienst               | BZ-PP-58  |                                    | Ex EBS 5036, komt over van Nelen. |            |
| TCR                  | standaard  | 4      | Naar andere vervoerders | 541-544   | Waterland                          | Gehuurd van EBS. Dragen EBS nummers 5026, 5030, 5032, 5036. De 541-543 rijden sinds december 2016 bij Arriva. 544 is naar Verkeersschool Nelen gegaan. |            |
| TCR                  | standaard  | 1      | Naar andere vervoerders | 5003      | Waterland                          | Gehuurd van EBS. De meeste bussen zijn naar Arriva gegaan, andere zijn terug naar EBS. |            |
| TCR                  | standaard  | 1      | Naar andere vervoerders | 5014      | Waterland                          | Gehuurd van EBS. De meeste bussen zijn naar Arriva gegaan, andere zijn terug naar EBS. |            |
| TCR                  | standaard  | 2      | Naar andere vervoerders | 5018-5019 | Waterland                          | Gehuurd van EBS. De meeste bussen zijn naar Arriva gegaan, andere zijn terug naar EBS. |            |
| TCR                  | standaard  | 1      | Naar andere vervoerders | 5023      | Waterland                          | Gehuurd van EBS. De meeste bussen zijn naar Arriva gegaan, andere zijn terug naar EBS. |            |
| TCR                  | standaard  | 1      | Naar andere vervoerders | 5027      | Waterland                          | Gehuurd van EBS. De meeste bussen zijn naar Arriva gegaan, andere zijn terug naar EBS. |            |
| TCR                  | standaard  | 3      | Naar andere vervoerders | 5033-5035 | Waterland                          | Gehuurd van EBS. De meeste bussen zijn naar Arriva gegaan, andere zijn terug naar EBS. |            |
| Verkeersschool Nelen | standaard  | 1      | Naar rijschool Dekker   | BZ-PP-58  |                                    | Ex EBS 5036 |            |

## Inzet in België
In België komt dit bustype vooral voor in Wallonië bij enkele pachters van TEC.
| Bedrijf           | Uitvoering  | Aantal | Series        | Status     | Opmerking         |
| ----------------- | ----------- | ------ | ------------- | ---------- | ----------------- |
| Autobus Blaise    | standaard   | 5      | 752126-752129 |            |                   |
| Autobus Blaise    | enkelgeleed | 1      | 752403        |            |                   |
| Autobus Blaise    | enkelgeleed | 1      | 752405        |            | ex-Arriva NL 7831 |
| Cintra            | standaard   | 1      | 772186a       | Uit dienst |                   |
| G. Liénard et Cie | standaard   | 1      | 559147        |            |                   |
| G. Liénard et Cie | standaard   | 1      | 559149        |            |                   |
| Poncin et Clébant | standaard   | 1      | 605110        |            |                   |
| Sophibus          | standaard   | 5      | 561174-561178 |            |                   |